# Општина Фелдиоара (Брашов)
Фелдиоара (рум. Feldioara) општина је у Румунији у округу Брашов.
Oпштина се налази на надморској висини од 487 m.